# Paraplectana walleri ashantensis
Paraplectana walleri là một phân loài nhện trong họ Araneidae.
Loài này thuộc chi Paraplectana. Paraplectana walleri ashantensis được Embrik Strand miêu tả năm 1907.